# Monaco Bank (vulcano)
Il Monaco Bank (o Banco di Monaco) è un vulcano sottomarino dell'Oceano Atlantico, che si sviluppa lungo una fenditura orientata nordovest-sudest, circa 20 km a sud della punta occidentale dell'isola di São Miguel nell'arcipelago portoghese delle isole Azzorre.

## Struttura geologica
Il vulcano ha una struttura lineare allineata con la tettonica regionale che collega il vulcano Sede Cidades con l'isola di Santa Maria, posta a sudest del Monaco Bank. La sommità del vulcano si eleva dal fondale oceanico e arriva fino a 197 metri al di sotto della superficie del mare.
Una forte eruzione sottomarina è avvenuta nel 1907 e ha causato la rottura di un cavo sottomarino. L'ultima eruzione risale invece al 1911.